# Велма (сериал)
Велма (на английски: Velma) е американски анимационен сериал за възрастни, базиран на героинята Велма Динкли от франчайза Скуби-Ду. Сериалът е разработен и създаден от Чарли Гранди за Ейч Би О Макс. Озвучаващият състав се състои от Минди Калинг, която е и изпълнителен продуцент, като гласа на едноименната героиня, Велма Динкли, Сам Ричардсън, Констанс Ву и Глен Хауъртън. Сериалът разказва за Велма Динкли и другите членове на Мистерия ООД преди официалното им формиране, което го прави първият телевизионен сериал във франчайза, който не включва героя Скуби-Ду.
Премиерата на сериала е на 12 януари 2023 г. Вторият сезон е пуснат на 25 април 2024 г. Велма получава смесени отзиви от критиците, които похвалват озвучаването и анимацията, но са разделени по отношение на хумора и критикуват метаразказването на истории, характеризирането, писането и отклонения от традиционния формат на Скуби-Ду. Приемането от публиката е изключително негативно.

## Сюжет
Поредицата служи като алтернативна история за произхода на вселената за Мистерия ООД, представена като „любовен четириъгълник“ между тях. Основно се фокусира върху Велма Динкли, докато тя се опитва да разреши мистерия относно изчезването на майка си, както и убийствата на местни тийнейджърки.

## Актьорски състав
- Минди Калинг – Велма Динкли, заядлива тийнейджърка, кандидат-детектив, която е влюбена в заподозрения за убийство Фред Джоунс.[4] Тя има страст към разрешаването на мистерии, която е наследила от майка си, но след изчезването ѝ преди две години, Велма е много по-предпазлива по отношение на мистериите и има ужасяващи халюцинации, основани на чувство за вина, когато се опитва да разреши такава. Тя е частично моделирана от Калинг и е представена като бисексуална южноазиатска американка.
- Глен Хауъртън – Фред Джоунс, популярен, но малоумен 16-годишен заподозрян в убийство, и влюбен във Велма, който е наследник на модната линия Мъжки аксесоари Джоунс. Той също така е известен късно цъфтящ по отношение на пубертета. Той е единственият оригинален член на Мистерия ООД, изобразен като белокож, както в други медии за Скуби-Ду.
- Сам Ричардсън – Норвил Роджърс, най-добрият приятел на Велма и репортер на училищните новини, който е влюбен в нея и често споменава колко много мрази наркотиците. Той е представен като афроамериканец[5] и е споменаван изключително с истинското си име вместо с познатия си прякор, Шаги. Той също не споделя страхливостта на оригиналния Шаги, въпреки че любовта му към закуските остава.
- Констанс Ву – Дафни Блейк, популярно момиче и бивша най-добра приятелка на Велма, която изпитва „сложни чувства“ към нея. Отгледана от две осиновителки, Дафни се надява да открие биологичните си родители. Тази версия е изобразена като източноазиатска американка.
- Ръсел Питърс – Аман Динкли, адвокат, бащата на Велма.
- Мелиса Фумеро – Софи, приятелката на Аман, която ражда момиченце.
- Сараю Блу – Дия Динкли, алкохоличка, изчезналата майка на Велма, която пише трилъри, чрез които дъщеря ѝ се вдъхновява.
- Джейн Линч – Дона Блейк, детектив, една от осиновителките на Дафни.
- Уанда Сайкс – Линда Блейк, детектив, една от осиновителките на Дафни.
- Минг-На Уен – Карол, биологичната майка на Дафни и член на бандата Кристал Коув.
- Кен Лунг – Дарън, биологичният баща на Дафни и член на бандата Кристал Коув.
- Чери Джоунс – Виктория Джоунс, майката на Фред, която често го глези и подценява.
- Франк Уелкър – Уилям Джоунс, бащата на Фред, който се срамува от него. Уелкър озвучава Фред от създаването му пред 1969 г.
- Никол Байър – Блейт Роджърс, афроамериканската майка на Норвил и директор на гимназията.
- Гари Коул – Ламон Роджърс, бащата на Норвил, който работи като училищен съветник/психолог в гимназията. Той прилича на оригиналния дизайн на Шаги.
- Уиърд Ал Янкович – Дандруф Туба, ученик от гимназията.
- Фортън Феймстър – Олив, популярно момиче в гимназията.
- Ивон Орджи (сезон 1) и Андия Уинслоу (сезон 2) – Джиджи, популярно момиче в гимназията.
- Карл-Антъни Таунс – Жак Бо, красив състезател в гимназията.
- Шей Мичъл – Бренда, привлекателно момиче в гимназията, което е подложено на лоботомия.
- Деби Райън – Криста, друго привлекателно момиче в гимназията, което е подложено на лоботомия по същия начин като Бренда.
- Кулап Вилайсак – Лола, друго привлекателно момиче в гимназията, което е подложено на лоботомия по същия начин като Бренда и Криста.
- Джим Раш – Дейв, самопровъзгласилият се кмет.
- Стивън Рут – Шериф Когбърн, некомпетентният шериф на града.
- Дженифър Хейл – Торн, майката на Амбър.
- Сара Рамирес – Амбър, готик момиче, дъщеря на Торн.
- Ванеса Уилямс – Д-р Една Пердю, учен и изследовател на човешкия мозък, майката на Блейт и баба на Норвил.
- Джейсън Манцукас – Скрапи-Ду, един от тестовите субекти на проекта „Скуби“.

## Излъчване
| Сезон | Епизоди | Премиера       | Финал           | Мрежа         |
| ----- | ------- | -------------- | --------------- | ------------- |
| 1     | 10      | 12 януари 2023 | 9 февруари 2023 | Ейч Би О Макс |
| 2     | 10      | 25 април 2024  | 25 април 2024   | Макс          |

## Прием
Поредицата получава резултат от 39% положителни отзиви в Rotten Tomatoes въз основа на общо 36 отзива.